# El Tocuyo
El Tocuyo est le chef-lieu de la municipalité de Morán dans l'État de Lara au Venezuela. Elle est située à environ 62 kilomètres Barquisimeto, la capitale de l'État.

## Histoire
La ville est fondée le 8 décembre 1545 par Juan de Carvajal sous le nom de Nuestra Señora de la Pura y Limpia Concepción del Tocuyo.